# Тайна сгоревшего коттеджа
Тайна сгоревшего коттеджа — детектив Энид Блайтон. Первая книга в серии Пять юных сыщиков и верный пёс. Была опубликована в 1943 году и часто переиздаётся.

## Краткое содержание
В центре романа — тайна того, кто мог поджечь коттедж мистера Хика. Пятеро детей, Ларри и Дейзи Дейкин, Пип и Бетси Хилтон и новичок Фредерик Элджернон Троттевилл (позже получивший прозвище Фатти из-за своих инициалов), встречаются на месте пожара и в конечном итоге вместе разгадывают тайну.
Среди их подозреваемых — старый бродяга, уволенный слуга, враждебно настроенный коллега и повар. Они находят определённые улики: сломанную крапиву в канаве, след ноги на травянистом поле и самолёты Hawker Tempest (которые, как упоминает мистер Хик, «пролетали» на днях).
Дети понимают, что, поскольку мистер Хик утверждает, что был в лондонском поезде, когда сгорел коттедж, но, согласно его собственному отчету, он видел самолёты, которые пролетали над деревней в то же время, он противоречит сам себе. Фатти узнает, что коттедж и сгоревшие бумаги, которые мистер Хик называет «самыми важными», были застрахованы. Дети делают вывод, что мистер Хик сжег свой собственный коттедж ради страховых денег. В книге также рассказывается об инспекторе Дженксе, который, оказывается, помогает детям и становится их хорошим другом.

## Критика
Об этой серии книг Энид Блайтон Корней Чуковский писал (статья «Триллеры и чиллеры»):
…всех превзошла Энид Блайтон. В роли опытной сыщицы она вывела необыкновенно смышлёную восьмилетнюю девочку, которая своим интеллектом перещеголяла знаменитых сыщиков и регулярно оставляет в дураках профессионального полицейского Гуна. Книжка эта появилась в английском издательстве «Dragon» («Дракон»), которое печатает сыщицкие истории для малых детей от 6 до 8 лет («Синий Дракон») и от 8 до 12 лет («Красный дракон»).